# Schultüte

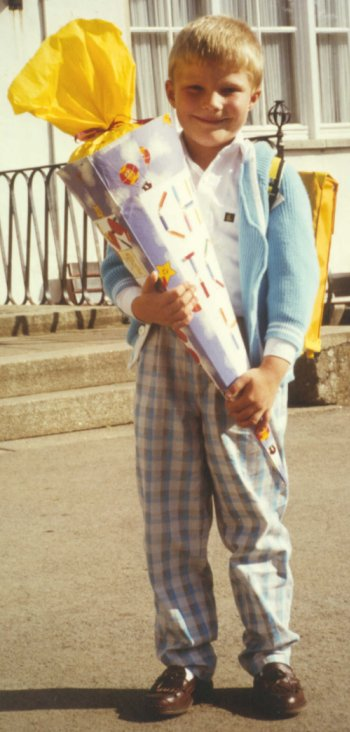
Rapaz com um Schultüte no seu primeiro dia de escola

Um "Schultüte" (em alemão significa saco escolar) ou cone escolar, também chamdo Zuckertüte ("saco de açúcar" no sentido de "saco de doces", especialmente nos novos estados da Alemanha) é um saco de papel (mais recentemente também de plástico) na forma de um grande cone que é oferecido às crianças na Alemanha, República Checa e Áustria no seu primeiro dia de escola de ensino primário, por volta dos 5 a 6 anos de idade. É oferecido pelos pais e família, e o cone é enchido com brinquedos, guloseimas, artigos escolares como cadernos e material de escrita, roupa e outras ofertas ao jovem estudante.
A tradição remonta ao século XIX, e teve origem nas regiões da Turíngia e Saxónia. Às crianças era contado que o mestre-escola tinha "uma árvore com cones de doces" algures na escola, e que só poderiam lá ir quando fossem suficientemente crescidas. É da tradição que as crianças não os possam abri-los senão dentro da escola. Os primeiros Schultüte foram confecionados em Jena em 1817, e depois em outras cidades do leste alemão como Dresden e Leipzig. Este costume expandiu-se por toda a Alemanha no início do século XX.
A embalagem é feita com cartão e é muito colorida, com desenhos de flores ou outros temas em cores diversas. Embora o tradicional seja que os pais o construam, atualmente muito preferem comprá-lo já terminado. Na parte superior há um pedaço de tela, que permite fechá-lo com um nó. O seu tamanho pode variar porque há vários modelos, embora oscile dos 45 aos 90 centímetros de comprimento.

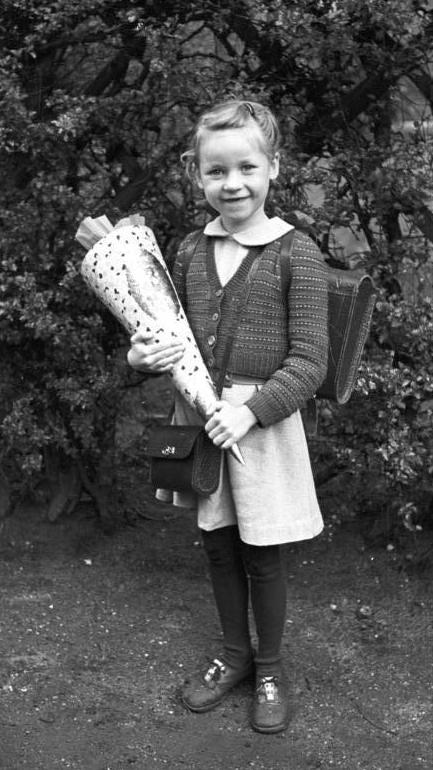
Menina com um Schultüte, 1953
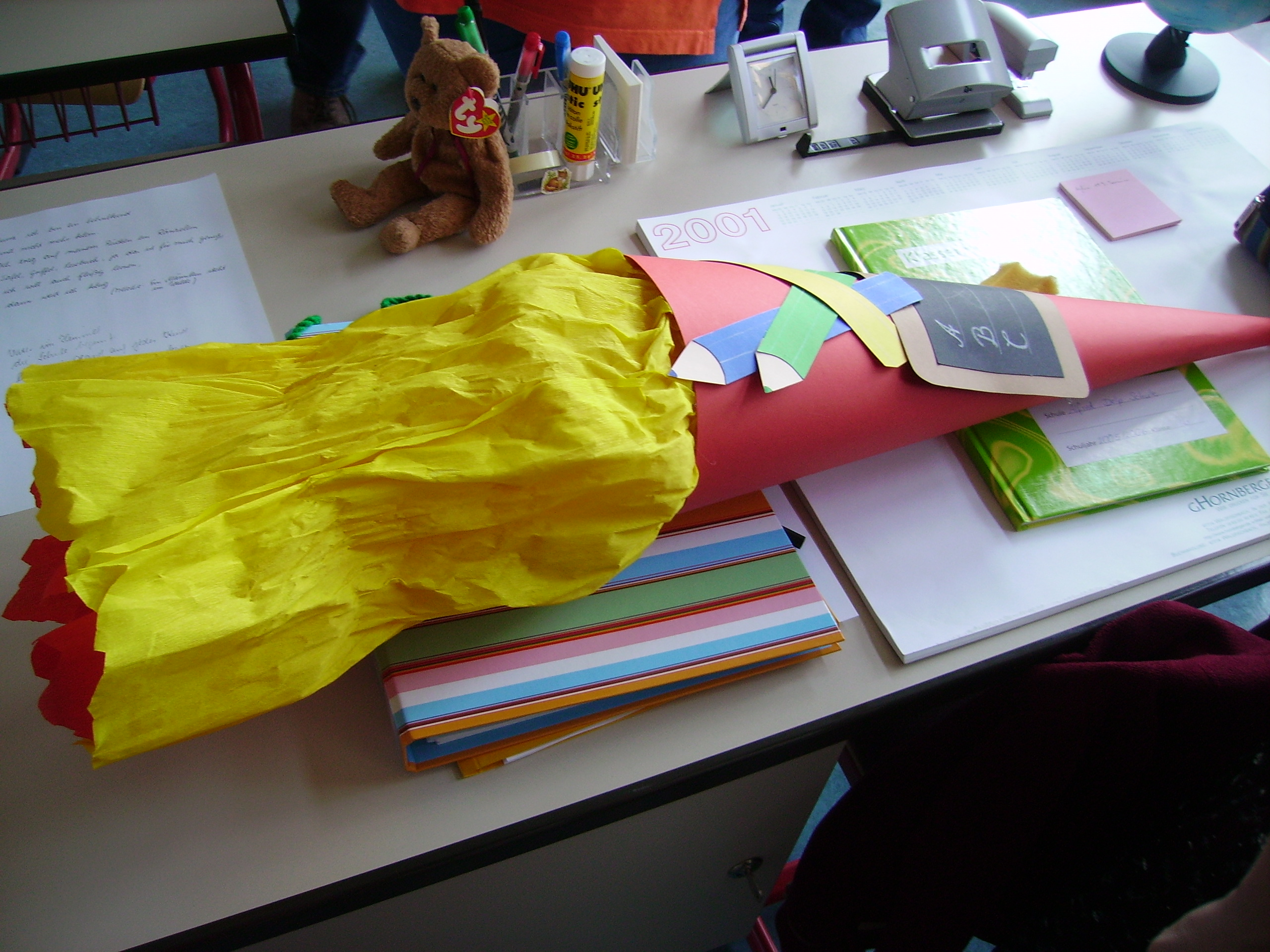
Schultüte numa mesa
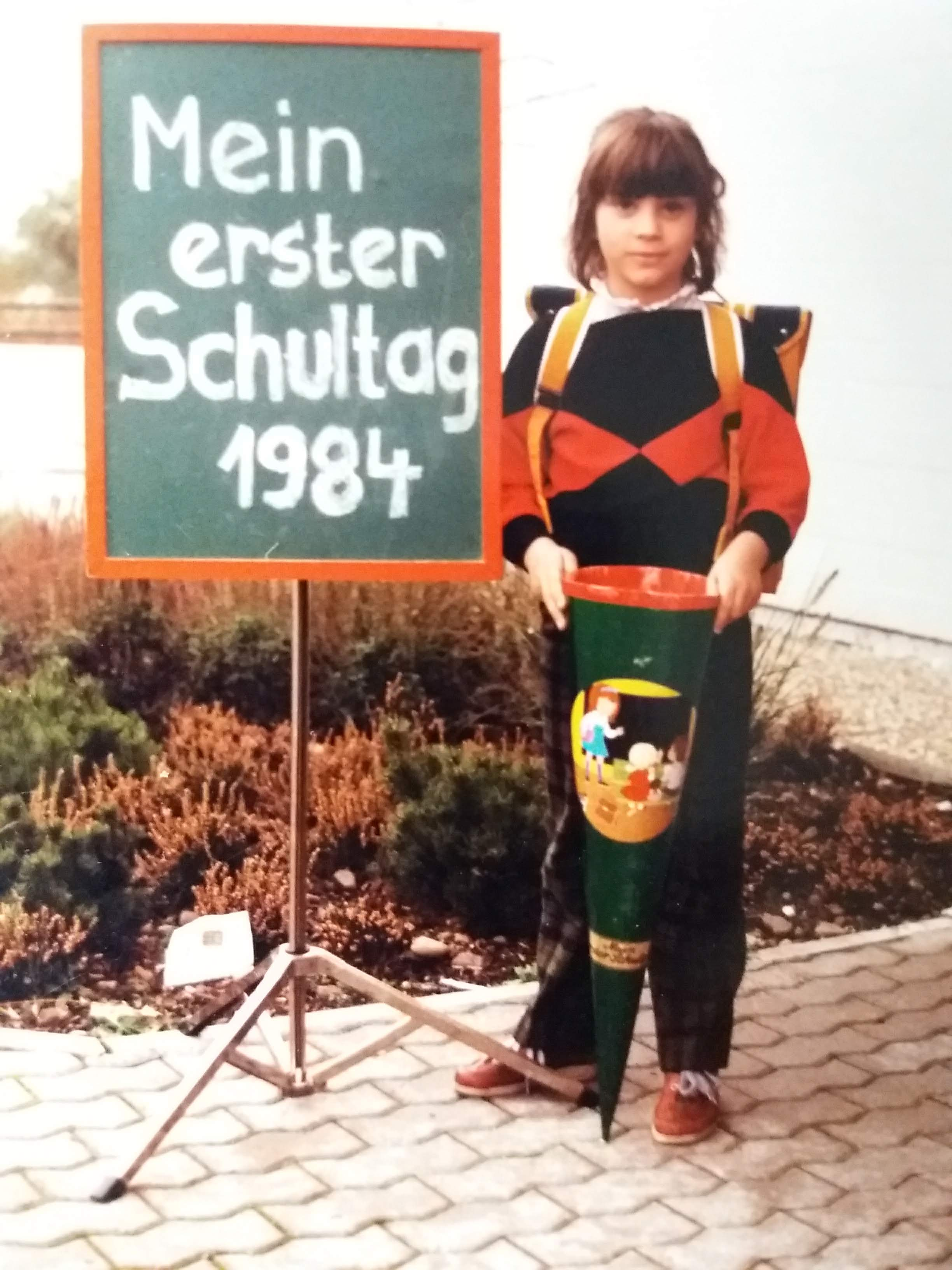
Menina com um Schultüte, 1984